# Константин Новоселов
Константин Сергејевич Новоселов (рус. Константи́н Серге́евич Новосёлов, 23. август 1974) је руски физичар, који је 2010. године, заједно са Андрејем Гејмом, добио Нобелову награду за физику „због револуционарних експеримената са дводимензионалним материјалом графеном”.